# (3955) Bruckner
(3955) Bruckner est un astéroïde de la ceinture principale.

## Description
(3955) Bruckner est un astéroïde de la ceinture principale. Il fut découvert le 9 septembre 1988 à Tautenburg par Freimut Börngen.
Il fut nommé en l'honneur du compositeur autrichien Anton Bruckner (1824-1896).
Il présente une orbite caractérisée par un demi-grand axe de 3,02 UA, une excentricité de 0,07 et une inclinaison de 10,4° par rapport à l'écliptique.

## Compléments